# Épeigné-les-Bois
Épeigné-les-Bois és un municipi francès, situat al departament de l'Indre i Loira i a la regió de Centre – Vall del Loira. L'any 2007 tenia 417 habitants.

## Demografia

### Població
El 2007 la població de fet d'Épeigné-les-Bois era de 417 persones. Hi havia 186 famílies, de les quals 48 eren unipersonals (12 homes vivint sols i 36 dones vivint soles), 79 parelles sense fills, 51 parelles amb fills i 8 famílies monoparentals amb fills.
La població ha evolucionat segons el següent gràfic:
Habitants censats

### Habitatges
El 2007 hi havia 245 habitatges, 183 eren l'habitatge principal de la família, 51 eren segones residències i 12 estaven desocupats. 239 eren cases i 4 eren apartaments. Dels 183 habitatges principals, 143 estaven ocupats pels seus propietaris, 33 estaven llogats i ocupats pels llogaters i 7 estaven cedits a títol gratuït; 1 tenia una cambra, 10 en tenien dues, 28 en tenien tres, 56 en tenien quatre i 88 en tenien cinc o més. 135 habitatges disposaven pel capbaix d'una plaça de pàrquing. A 84 habitatges hi havia un automòbil i a 86 n'hi havia dos o més.

### Piràmide de població
La piràmide de població per edats i sexe el 2009 era:
| Homes | Edats   | Dones |
| ----- | ------- | ----- |
| 0     | 95 o +  | 0     |
| 0     | 90 a 94 | 8     |
| 0     | 85 a 89 | 0     |
| 0     | 80 a 84 | 4     |
| 16    | 75 a 79 | 8     |
| 12    | 70 a 74 | 16    |
| 4     | 65 a 69 | 20    |
| 24    | 60 a 64 | 12    |
| 4     | 55 a 59 | 4     |
| 12    | 50 a 54 | 20    |
| 20    | 45 a 49 | 16    |
| 12    | 40 a 44 | 12    |
| 12    | 35 a 39 | 20    |
| 8     | 30 a 34 | 4     |
| 4     | 25 a 29 | 12    |
| 24    | 20 a 24 | 8     |
| 20    | 15 a 19 | 20    |
| 24    | 10 a 14 | 4     |
| 4     | 5 a 9   | 4     |
| 16    | 0 a 4   | 0     |

## Economia
El 2007 la població en edat de treballar era de 241 persones, 186 eren actives i 55 eren inactives. De les 186 persones actives 168 estaven ocupades (92 homes i 76 dones) i 18 estaven aturades (7 homes i 11 dones). De les 55 persones inactives 25 estaven jubilades, 8 estaven estudiant i 22 estaven classificades com a «altres inactius».

### Ingressos
El 2009 a Épeigné-les-Bois hi havia 173 unitats fiscals que integraven 392 persones, la mediana anual d'ingressos fiscals per persona era de 18.075 €.

### Activitats econòmiques
Dels 18 establiments que hi havia el 2007, 1 era d'una empresa de fabricació d'altres productes industrials, 2 d'empreses de construcció, 4 d'empreses de comerç i reparació d'automòbils, 1 d'una empresa d'hostatgeria i restauració, 7 d'empreses de serveis, 1 d'una entitat de l'administració pública i 2 d'empreses classificades com a «altres activitats de serveis».
Dels 3 establiments de servei als particulars que hi havia el 2009, 1 era una fusteria, 1 lampisteria i 1 agència immobiliària.
L'únic establiment comercial que hi havia el 2009 era una botiga de menys de 120 m².
L'any 2000 a Épeigné-les-Bois hi havia 17 explotacions agrícoles que ocupaven un total de 469 hectàrees.

## Equipaments sanitaris i escolars
El 2009 hi havia una escola maternal integrada dins d'un grup escolar amb les comunes properes formant una escola dispersa.

## Poblacions més properes
El següent diagrama mostra les poblacions més properes.